# ベニスズメ
ベニスズメ（紅雀、学名：Amandava amandava）は、スズメ目カエデチョウ科の鳥である。

## 分布
広大な範囲に分布する汎存種で、北アフリカから中東を経てインド、中国南部を含む東南アジア全域にまで及んでいる。
日本ではかご抜けした個体が野生化したものが定着している。日本以外にイベリア半島、フィリピン、ブルネイ、フィジー、プエルトリコ、およびハワイ諸島に移入され定着している。

## 形態
メジロより一回り小さい。おそらく日本で流通しているフィンチ（洋鳥）のなかで最小と思われる。
雌雄で体色が異なり、オスの生殖羽は頭部と胸腹面が鮮やかな鮮紅色で、背中から翼にかけては暗赤色。翼と尾は暗褐色で、体側から翼にかけて円形の白い点紋がある。ただしこのオスの生殖羽の鮮やかな赤い色彩は、飼育下においては年月を経る毎に黒化する傾向がある。繁殖期のオスは複雑な美しい声でよくさえずる。
若鳥とメスは背面が暗褐色、胸腹面はクリーム色に近く、腰から上尾筒にかけて紅色がさす。雌雄ともに目からクチバシにかけて黒線がよぎり、クチバシは暗赤色、脚は黄紅色である。
非繁殖期のオスは特徴的な鮮紅色が色褪せくすんだ感じになるので、販売されている個体には人工的に赤い着色を施したものが時おり見られる。オスだけでなく、メスや若鳥にも紅や緑といった無関係な人工着色を施すこともある。

## 生態
原産地では草原や水田が主な住みかであるが、日本で野生化したものは主に河川敷のアシ原を住みかとする留鳥である。原産地では雨季が繁殖期だが、飼育下においてはエサが足りていればいつでも繁殖する。
日本において野生化した個体は、春から秋にかけススキやチガヤといった丈の高い草に営巣し繁殖する。成鳥は単子葉植物の種子を主食とするが、繁殖期には昆虫を捕らえてヒナに与える。また冬には大群を形成する。

## 日本に定着した経緯
姿も鳴き声も美しいので18世紀から輸入され飼われてきた。日本で野外における繁殖が確認されたのは高度経済成長がはじまった1960年頃からで、1970年代から1980年代頃には日本各地で繁殖が確認されたが、近年は激減したようである。

## 生態系に及ぼす影響
詳細に調査した記録がないので正確には不明だが、今現在は確認されていない。最盛期から個体数が大幅に減少し、分布も大きく縮小したので今後何らかの影響が出ることも考えにくい。

## 人間との関係
鮮紅色に白い斑点をまぶしたようなオスの外見がイチゴに似ているので 英名には Strawberry finch, Red Strawberry の別名もある。 Red Avadavat と呼ばれることも多いが、この Avadavat や学名の Amandava は本種の出荷地であったインド共和国グジャラート州の都市アフマダーバードにちなむ。和名は中国名の紅梅花雀に由来する。
野生では熱帯にしか分布しないが、寒さに対しても強いので飼いやすい鳥である。なお飼育下での繁殖が難しいのと、原産地で穀物害鳥として駆除されていることもあり、鳥インフルエンザで鳥類の生体輸入が原則禁止される以前は、日本で流通している個体はほぼ全て野生個体を捕獲したものであった。
エサはブンチョウ、ジュウシマツに用いる四種混合でもよいが、アワ以外はあまり食べないので、アワをかなり多めに入れるとよい。
つがいで飼うと頻繁に産卵するが、抱卵期にメスが非常に神経質になりオスを追い立てるので、狭いかごでの巣引きはまず間違いなく失敗する。ジュウシマツを仮親とする方法もヒナの口が小さすぎて給餌がうまくゆかず無理で、ケージでの巣引きも育雛期にはヒナの小さな口に合う昆虫といった生餌や、強いすり餌を必要とするためエサの選択に神経を使う。アワなどの背の高いイネ科植物を植えた屋外の禽舎の中で飼育するのが、自ら植物を利用して巣づくりをし、生餌も禽舎の中で自然発生したものを利用できるので、繁殖環境としては最も望ましい。いずれにしても巣引きが難しい鳥である。
かつては多くの個体が大量かつ安価に輸入・流通していたが、鳥インフルエンザの影響を受け東南アジアからの野鳥の輸入が途絶えたため、他のアジアンフィンチ同様現在ほとんど見ることができない。ヨーロッパでは飼い鳥として累代飼育もされているが、ヨーロッパの多くの国からも鳥の生体輸入が禁止されているため、近年ペットショップなどで稀に売り出されるのは生体輸入が禁止されていないスペインもしくはベルギーで累代飼育された個体にほぼ限られており、価格もコキンチョウなど高級フィンチすら超える高価な飼い鳥になっている。